# Pedro Leal
Pour les articles homonymes, voir Leal.

a Compétitions nationales et continentales officielles uniquement.

b Matchs officiels uniquement.
Dernière mise à jour le 11 juillet 2017.
Pedro Leal (né à Lisbonne, 28 avril 1984) est un joueur portugais de rugby à XV et de rugby à sept. Il joue avec l'équipe du Portugal depuis 2004, évoluant au poste d'arrière.

## Biographie
Il a joué à Brive en catégorie junior.
Il occupe le rôle de buteur de l'équipe du Portugal.
Petit (1,70 m), il a des appuis qui déroutent les défenses adverses. 

## Carrière

### En club
- CA Brive (juniors)  France
- GD Direito  Portugal 2006-2007

### En équipe nationale à XV
(Au 11 juillet 2017)
- 76 sélections avec le Portugal
- 5 essais, 45 transformations, 50 pénalités, 265 points
- 1er test match le 14 février 2004 contre la Géorgie
- Coupe du monde : 3 matchs à la coupe du monde 2007

## Palmarès
- Finaliste du championnat du Portugal de rugby à XV 2006-2007.
- Meilleur marqueur du championnat d'Europe 2008 de rugby à sept.